# Rudel Calero
Rudel Alesandro Calero Nicaragua (Bluefields, 20 dicembre 1982) è un ex calciatore nicaraguense, di ruolo attaccante.

## Caratteristiche tecniche
È una punta centrale.

## Carriera

### Club
Comincia a giocare nella squadra della propria città, il Deportivo Bluefields. Nel 2003 si trasferisce all'América Managua. Nel 2004 viene acquistato dal Real Estelí. Nel 2009 si trasferisce al Deportivo Bluefields. Nel 2011 torna al Real Estelí.

### Nazionale
Ha debuttato in Nazionale nel 2002. Ha partecipato, con la maglia della Nazionale, alla Gold Cup 2009. È rimasto nel giro della Nazionale fino al 2011.

## Palmarès

### Club

#### Competizioni nazionali
- Primera División de Nicaragua: 7

Real Estelí: 2006-2007, 2007-2008, 2011-2012, 2012-2013, 2013-2014, 2014-2015, 2015-2016